# 木下吉隆
木下 吉隆（きのした よしたか）は、安土桃山時代の武将、大名である。豊臣氏の家臣で、秀吉の側近。字は半介、他の諱として吉俊・吉種も名乗った。書状などでは「木下半介」の名前で登場する。官位は従五位下・大膳大夫。

## 略歴
出身、前半生については不明である。木下姓を名乗ってはいるが、諸説あって豊臣秀吉の親族であったかどうか定かでない。
吉隆（半介）は、美濃国安八郡（現在の岐阜県大垣市津村町付近）にあった称名寺の住職の次男であったという説があり、この称名寺は秀吉と深い関わりが指摘される寺で、彼の出世に伴って長浜（長浜市尊勝寺町）の現在の場所に移転した。本能寺の変の際にこの寺の住職・性慶が、おねら秀吉家族を助けた功があった。性慶は称名寺を継いだ兄の子で、半介の甥とあたると伝えられる。
吉隆は、はじめ右筆として秀吉に仕え、天正11年（1583年）頃から秀吉の発給する朱印状の副状の発給をしたり、奏者として活躍したと考えられている。秀吉が発したたくさんの書状に、木下半介の連署が残っている。
文禄の役に際には馬廻衆の組頭として、1,500人の兵を率いて名護屋城に控えた。文禄2年（1593年）9月、大友吉統の改易に伴い、その旧領の内、豊後国の大野郡・直入郡・大分郡・海士辺郡に2万5千石を与えられ、同月13日にさらに300石加増された。10月3日には従五位下・大膳大夫に任ぜられ、諸侯に列せられた。文禄4年（1595年）7月1日にはさらに1万石を加増された。
同年8月に豊臣秀次が失脚すると、秀次の軟禁と監視役を命ぜられ、更に高野山への秀次の護送役を務めるが、高野山に着いた後に吉隆自身も秀次の謀反の一味であったとされて、突如改易、島津義弘に預けられ薩摩国坊津に流刑された。
慶長3年（1598年）、流刑先にて自殺したとも、秀吉の命をうけた島津義久によって殺されたとも言う。秀次の側近でなくその処罰に関わっていた吉隆が秀次謀反に関わっていたとは考えにくいことから、豊臣政権内の権力争いに巻き込まれた可能性も高いとされる。

### 子孫
西尾光教の娘の夫「木下大膳大夫」はこの吉隆である可能性が高いが詳細不詳。もし、木下大膳大夫が木下吉隆となると、外祖父・光教に引き取られたという大膳大夫の息子3名（西尾教次、西尾嘉教、西尾氏教）は吉隆の遺児と言うことになる。

## 関連作品
歴史
- 火坂雅志「冥府の花」『壮心の夢』徳間書店、1999年。ISBN 4198610355。